# Dávid Copko
Dávid Copko (* 3. července 1996, Michalovce) je slovenský fotbalový záložník, od roku 2014 působící v TJ Spartak Myjava.

## Klubová kariéra
Svoji fotbalovou kariéru začal v MFK Zemplín Michalovce, odkud v roce 2014 v průběhu mládeže zamířil na hostování do TJ Spartak Myjava. V zimním přestupovém období sezony 2014/15 se propracoval do prvního mužstva a do týmu přestoupil. V srpnu odešel na půlroční hostování do klubu ŠK LR Crystal Lednické Rovne. V zimním přestupovém období sezony 2015/16 se vrátil do Myjavy.